# Avon-les-Roches

Avon-les-Roches este o comună în departamentul Indre-et-Loire, Franța. În 1 ianuarie 2022 avea o populație de 539 de locuitori.